# Schmalzgrube
Schmalzgrube je naselje občine Cirkno v okraju Šmohor na Koroškem v Avstriji.